# Penning (flademål)
 For alternative betydninger, se Penning. (Se også artikler, som begynder med Penning)
Penning er et flademål og angiver størrelsen af et kvadrat med sidelængden 6 alen, hvilket dermed svarer til 36 kvadratalen. 
En anden måde at beskrive størrelsen på:
Da en favn svarer til tre alen, er en penning et kvadrat med sidelængden 2 favne.
Fire penning udgør et nyt kvadrat, der hedder et album, som er 12 alen på hvert led, altså 144 kvadratalen.
| Enheder | Spire Denne artikel om standarder og måleenheder er en spire som bør udbygges. Du er velkommen til at hjælpe Wikipedia ved at udvide den. |